# Welsh Whittle
Welsh Whittle var en civil parish från 1866 till 1934 då den blev en del av Charnock Richard, i grevskapet Lancashire, i England. Civil parish var belägen 15 km från Preston och hade 152 invånare år 1931.